# Halcampaster
Halcampaster is een geslacht van zeeanemonen uit de klasse van de Anthozoa (bloemdieren).

## Soort
- Halcampaster teres Carlgren, 1938